# Alima
L’Alima est un cours d'eau de la république du Congo, affluent du Congo.

## Géographie
Elle est formée par la confluence des rivières Dziélé (ou Djiélé) et Lékéti, près du village 
du même nom (Lékéti). Les villes d'Okoyo, Boundji et Oyo en sont riveraines. Des pirogues motorisées relient Lékéti à Oyo, puis Oyo à Mossaka et Loukoléla, deux villes situées sur la rive droite du fleuve Congo, au nord de son confluent avec l'Alima. Lékéti et Oyo disposent de ports fluviaux, où se pratique notamment le commerce du poisson séché et fumé.

## Affluents
Elle a pour affluents notables :
- la Lékéti ;
- la Mpama.

## Histoire
Au début du XXe siècle, la région de l'Alima et ses populations ont été abondamment documentées par Albert Courboin (1879-1910), anthropologue et linguiste, également photographe.

Photographies d'Albert Courboin, vers 1902.
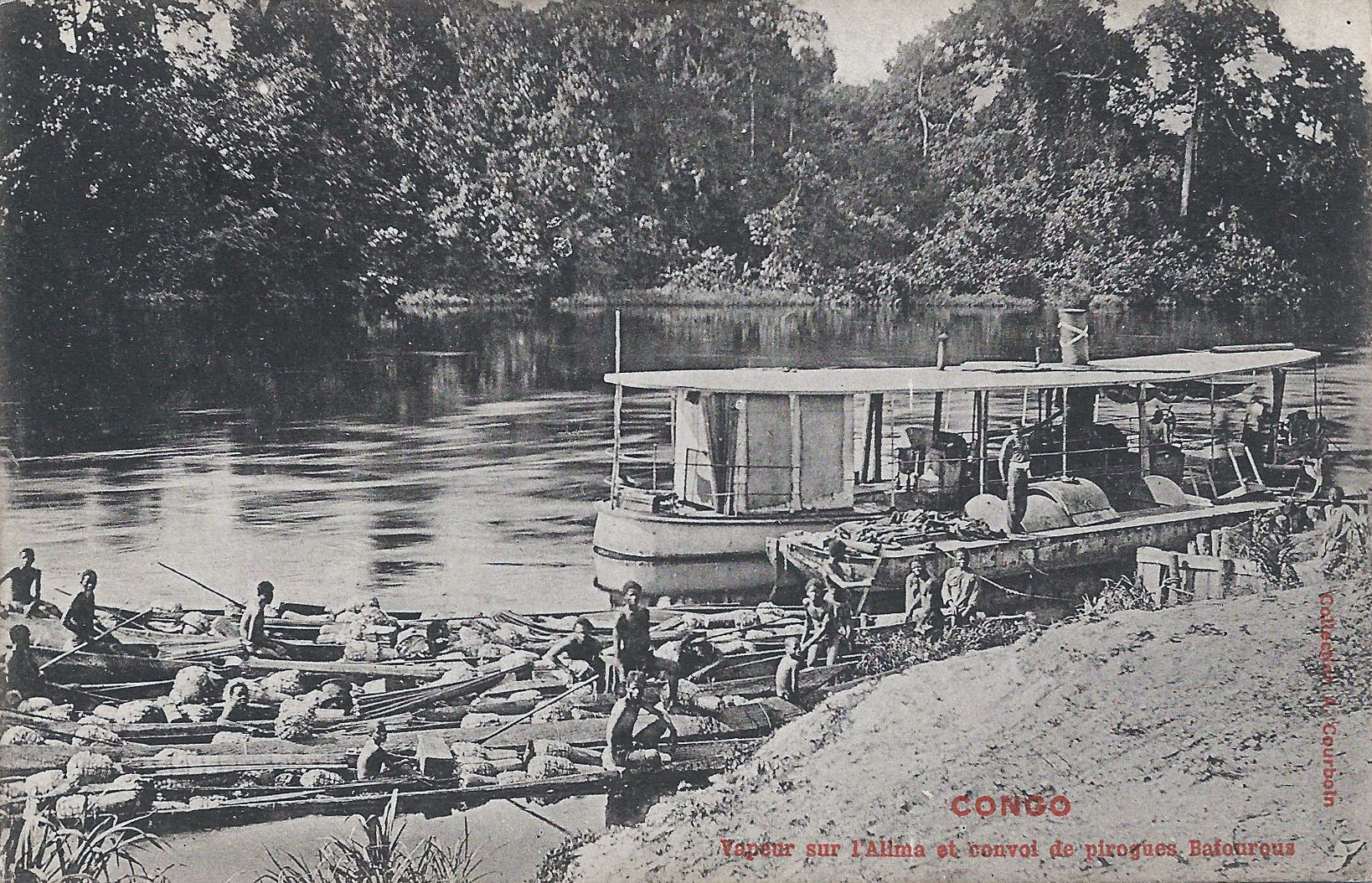
Vapeur sur l'Alima et convoi de pirogues Bafourous.
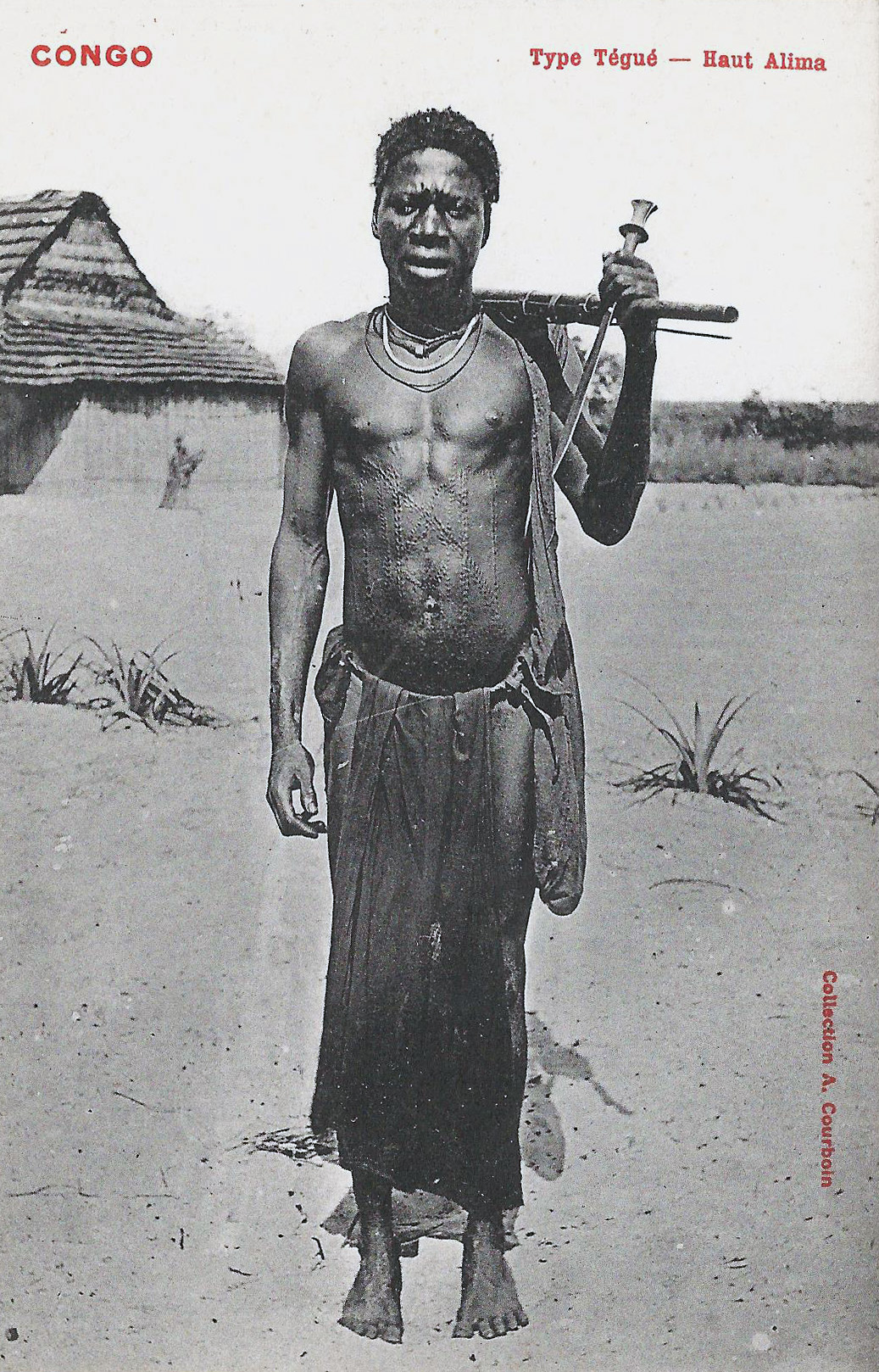
Type Tégué, Haut Alima.
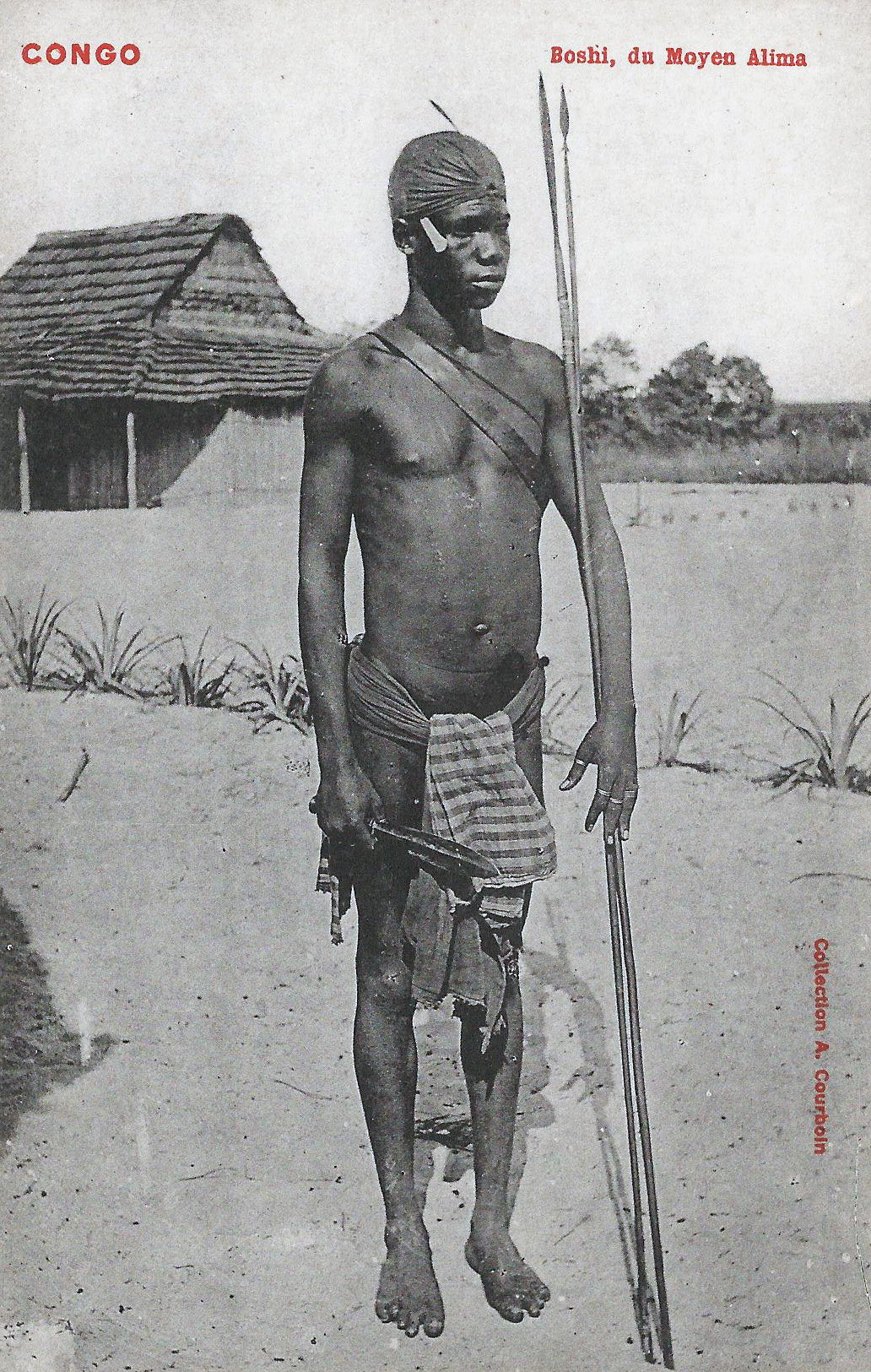
Boshi du Moyen Alima.
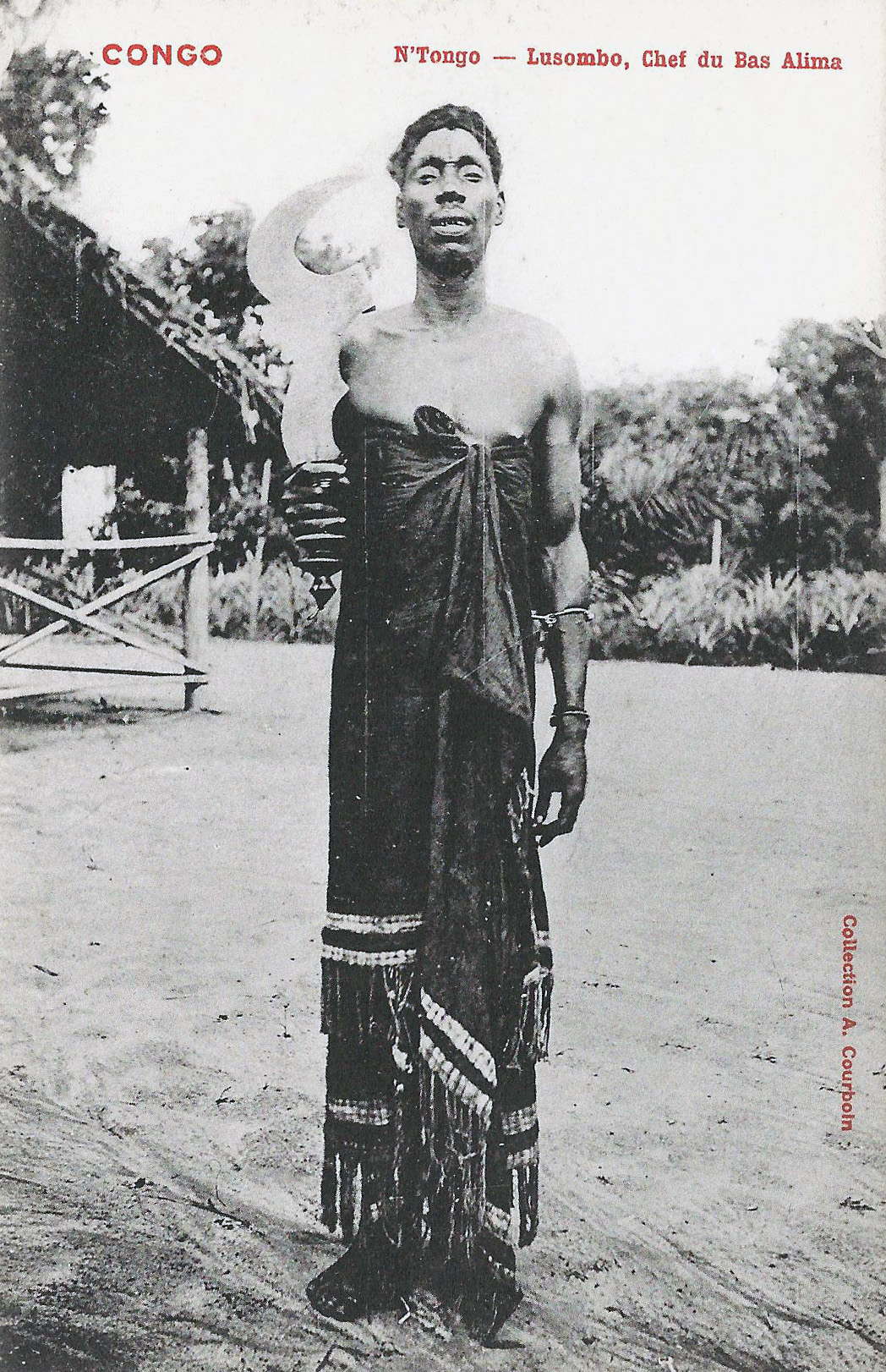
Lusombo, chef du Bas Alima.

Le missionnaire Édouard Épinette mourut sur l'Alima en 1907.